# Леньяни, Пьерина
Пьери́на Ленья́ни (итал. Pierina Legnani; 30 сентября 1863 — 15 ноября 1923 либо 1930) — итальянская балерина и балетный педагог; представительница итальянской балетной школы, обладавшая сильной пальцевой техникой и виртуозностью в танце в соединении с музыкальностью и особой певучестью пластики. Будучи солисткой петербургского Мариинского театра в 1893—1901 годах, внесла заметный вклад в русское балетное искусство. 

## Биография
Училась в Милане, в балетной школе театра Ла Скала, где в числе её педагогов была балерина Катерина Беретта. Дебютировав в Милане в 1888 году, затем выступала на балетных сценах Парижа, Брюсселя, Мадрида и Турина.
В начале 1890-х годов танцевала в лондонском театре Альгамбра. Вернувшись в Милан, до 1892 года была ведущей солисткой балетной труппы театра Ла Скала.
В 1893 году Леньяни приехала в Россию: сначала в течение двух месяцев она танцевала в московском театре «Фантазия», затем с ней заключила контракт дирекция Императорских театров. Начиная с декабря 1893 года Леньяни выступала в Санкт-Петербурге, в основном на сцене Мариинского театра. «Никакой рекламы не предшествовало г-же Леньяни — она сама себе сделала рекламу с первого же дебюта» — отмечал балетный критик Н. М. Безобразов на следующий же день после её первого выступления в столице.
В Петербурге в 1893—1895 годах Леньяни занималась у педагога Николая Легата. Будучи прима-балериной Императорских театров, исполняла главные партии в балетах Мариуса Петипа, Льва Иванова и Энрико Чекетти, участвовала в таких знаковых премьерах Мариинского театра, как «Лебединое озеро» (1895) и «Раймонда» (1898), причём оба эти балета были даны в её бенефис. Исполняла главную партию в спектакле «Жемчужина», данном в мае 1896 года в рамках официальных торжеств в честь коронации Николая II и Александры Фёдоровны на сцене московского Большого театра.
Леньяни проработала в Петербурге восемь лет — значительно дольше других приглашённых итальянских балерин: несмотря на сопротивление и интриги Матильды Кшесинской, дирекция возобновляла с ней контракт до 1901 года:460.

### Особенности дарования
Балерина по своей индивидуальности была более близка русской исполнительской школе, чем другие итальянки, танцевавшие в России:325. В своём лиричном, мягком танце она, по образному замечанию Акима Волынского, «всё более и более облекалась в растительный туалет, столь идущий к русской женщине»:223.
Н. М Безобразов отмечал, что Леньяни была «шатенка, среднего роста с приятным выражением и подвижными чертами лица, весёлыми глазами» и что мимика её «осмысленна, оживлённа и понятна». Балерина Тамара Карсавина называла Леньяни «вовсе некрасивой, и, пожалуй, слишком маленькой», что однако заслоняли её «бесконечное очарование и грация» в соединении с «поразительным блеском исполнения»:461. Именно своей безупречной исполнительской техникой балерина прежде всего поразила как балетоманов, так и коллег-профессионалов. Танцовщик Александр Ширяев утверждал, что «в её лице мы увидели первую в мире балерину конца прошлого века. То, что она показала нам в области танцевальной техники, было достоянием её одной и во всяком случае превысило все наши ожидания»:461. Даже далёкий от балета композитор Цезарь Кюи в своей рецензии на премьеру «Раймонды», посвящённой музыке А. К. Глазунова, отметил «грандиозность и грациозность» техники Леньяни.

### Фуэте

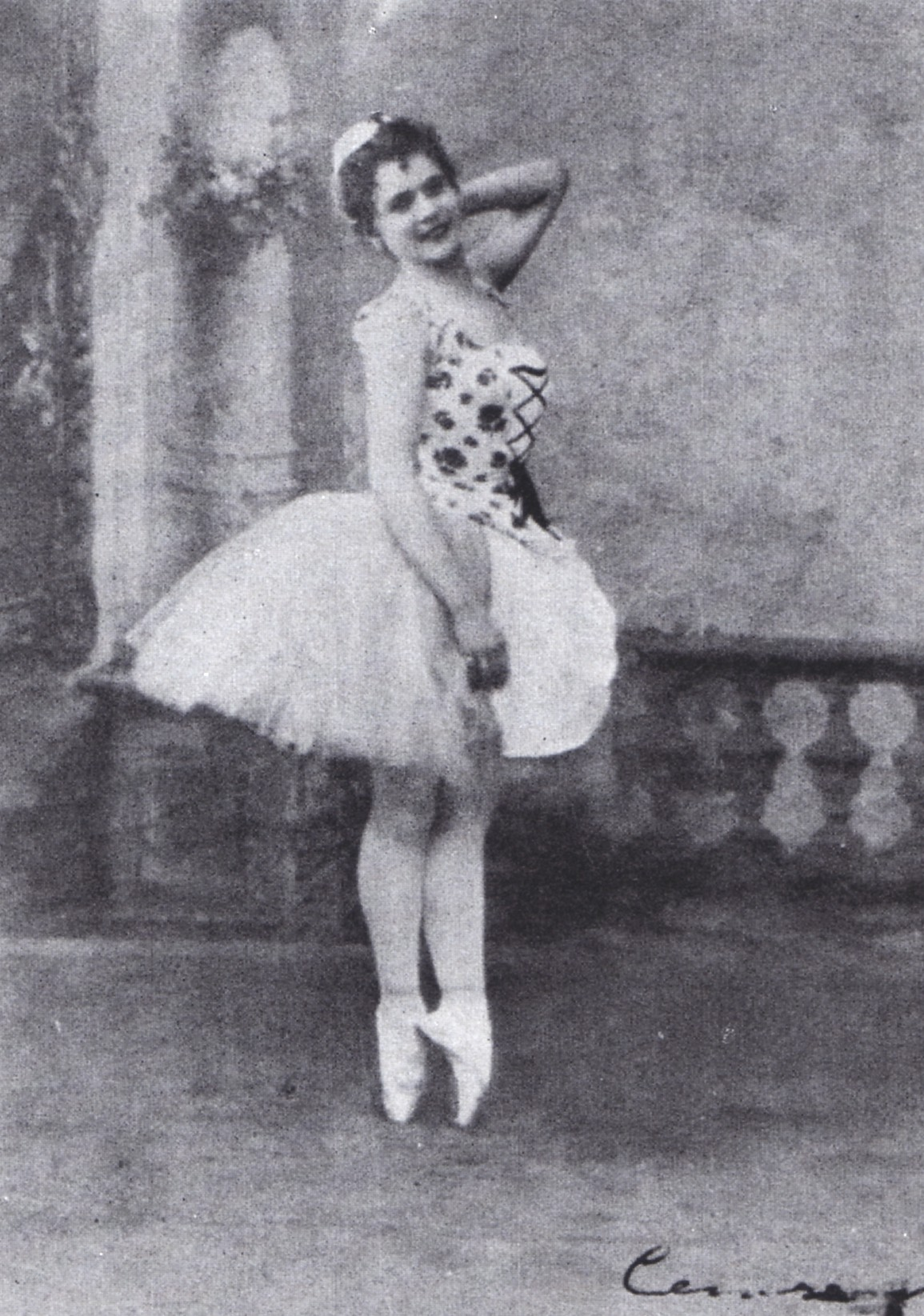
Пьерина Леньяни в партии Золушки (Мариинский театр, 1893)

Балерина дебютировала в Петербурге 5 (17) декабря 1893 года, исполнив парию Сандрильоны на премьере балета «Золушка» в хореографии Энрико Чекетти и Льва Иванова. Согласно статье Н. М. Безобразова в «Петербургской газете», вышедшей на следующий день после премьеры, в 1-м действии у балерины было три вариации: в них «г-жа Леньяни только растанцовывалась», подготовляя публику «к тому фурору, который она вызвала во 2-м действии, танцуя pas d'action... Двойные туры на пуантах теперь уже не редкость, но того, что делает и как делает эта итальянская балерина, — мы ещё не видали. Г-жа Леньяни, стоя на пуанте, делает три раза по одному туру и затем два тура, повторяя это четыре раза... В последнем акте Леньяни положительно превзошла себя», исполнив ни больше, ни меньше, как 28 фуэте «и всё это —  не сдвинувшись с места ни на один сантиметр»:460.
Балерина не была первой на русской сцене, кто исполнял повороты фуэте несколько раз подряд — вероятно, этот трюк привнесла в русский балетный лексикон незадолго до того Эмма Бессоне, но она исполняла в два раза меньшее количество оборотов; делали их и другие танцовщицы — однако Леньяни удивила зрителей как количеством поворотов, так и качеством их исполнения. «Публика восторженно аплодировала балерине и заставила повторить и эту вариацию» — писал Н. М. Безобразов:461.

«Другие танцовщицы начали потом ей подражать, но тогда она единственная умела их делать. Движение довольно-таки напоминало акробатический номер и слегка отдавало цирком уже в той намеренной паузе, которая ему предшествовала. Леньяни выходила на середину сцены и озабоченно приготовлялась. Дирижёр ждал, подняв палочку. Внезапно каскад пируэтов, головокружительных, чудесных по точности, сверкавших, подобно граням бриллианта, потрясал зрителей. Теоретически подобная демонстрация акробатизма вредила чистоте стиля. Но у этой исполнительницы трюк нёс что-то примитивное и героическое в своей сумасшедшей смелости. Он повергал критику в молчание. Воспитанницы, большие и маленькие, постоянно пытались проделать эти тридцать два поворота. Назавтра после спектакля можно было наверняка увидеть в любом свободном углу силуэты, напоминавшие вращающихся дервишей. Мы вертелись в танцевальных залах, в столовой, в спальне, теряли равновесие после нескольких поворотов и начинали снова».— Т. П. Карсавина. «Театральная улица».
В течение нескольких лет Пьерина Леньяни была единственной исполнительницей на русской сцене, делающей многочисленные повороты фуэте не сходя с одного места — до тех пор, пока технику исполнения этого движения не освоила Матильда Кшесинская, а за ней и другие балерины. Теоретик танца Аким Волынский писал со слов Екатерина Гельцер, что Леньяни «вертелась без тени усилия, открывая публике лицо с горящими глазами». Критикуя исполнительниц следующего поколения, он постоянно сравнивал их с этой, для него уже легендарной, балериной, утверждая, что «только фуэте Леньяни явилось настоящим чудом искусства»:107.
Хореографические мотивы вариаций Леньяни из балета «Золушка» позднее в переработанном виде использовали, среди прочих, Юлия Седова в балете «Дочь фараона» и Агриппина Ваганова в балете «Ручей»

### Одетта и Одиллия
В совершенстве владея техническими приёмами итальянской балетной школы, Леньяни соединяла отточенную технику с музыкальностью, благородной женственностью и врождённой певучестью пластики. Эту особенность дарования балерины раскрыли  балетмейстеры Лев Иванов и Мариус Петипа, создав для неё два незабываемых женских образа в балете П. И. Чайковского «Лебединое озеро», ставшие классическими.
Леньяни смогла воплотить образы Одетты и Одиллии благодаря редкому сочетанию динамической техники с женственной мягкостью и пластичностью танца: «два разных характера, противоречивых и взаимоисключающих, нежная, чистая Одетта и коварная, страстная Одиллия, созданные двумя разными хореографами, были поручены одной танцовщице»:462.
В облике Одетты балерина впервые предстала 17 (29) февраля 1894 года, когда в мемориальном концерте памяти композитора был показан II акт «Лебединого озера», поставленный Львом Ивановым. Премьера полной версии балета состоялась в Мариинском театре почти год спустя, 15 (27) января 1895 года: спектакль в хореографии Мариуса Петипа и Льва Иванова был дан в бенефис балерины.
В партии Одиллии балерина повторила своё знаменитое фуэте: в III акте в сцене бала в коде pas de deux Одиллии и принца Зигфрида она вновь вращалась, не сходя с одного места. Ранее исполняемый скорее в эстрадном плане, здесь этот трюк «превратился в красочную кульминацию танца, утверждая и дополняя образ торжествующей героини»:389, одержавшей победу над принцем, забывшем Одетту благодаря её чарам. Однако торжеством артистки на этот раз стало не фуэте, а «тот факт, что восхищение публики и критики вызвала, в первую очередь, не её Одиллия, для которой Петипа отобрал наиболее эффектные приёмы бравурного танца, а Одетта, в танце которой Лев Иванов подчинил технику поэзии»:462.
Леньяни-Одетта проявила себя как выдающаяся лирическая танцовщица: эффектность была забыта ради чувства, блеск виртуозных пассажей растворился в напевности общего танцевального контекста, звучание скрипки пластически отзывалось в непрерывной текучести движений:384. Рецензии на премьеру чуть ли не целиком посвящались балерине-бенефициантке, лишь вежливо упоминая об авторах балета и других участниках спектакля. 

«Какой это поэтический балет «Лебединое озеро»! Что за костюмы, что за декорации, производящие впечатление чего-то таинственного и милого, что за лебеди, плавающие по озеру, и в особенности что за прелестная белая лебёдка, г-жа Леньяни! Для неё, кажется, нет трудностей».— Новое время. — 1895. — 16 января.:391.
Анонимному критику вторил и Н. М. Безобразов: «То grand pas des sygnes, которое мы видели уже в прошлом году... и теперь имело самый большой успех. В нём аттитюды балерины одна пластичнее, одна красивее другой»:462.
Находились и такие критики, которые заявляли, что «надежды, возлагавшиеся балетоманами на бенефис любимой прима-балерины г-жи Леньяни, оправдались только в одном отношении: сбор был полный, во всём же остальном последовало полное разочарование»:384, однако истинные балетоманы оценили должным образом эту работу балерины: «Танцы Леньяни в pas des sygnes — её торжество. Публика оценивает такие танцы: все как бы замирают на своих местах, напряжённо следя за каждым жестом, аттитюдой чудной артистки». Безобразов не переставал восхищаться Одеттой Леньяни и при возобновлении спектакля в 1898 году:

«В репертуаре г-жи Пьерины Леньяни "Лебединое озеро" едва ли не самый подходящий для неё балет... Она была настоящей королевой лебедей, с плавными, гибкими, бархатными движениями... Исполнением pas des sygnes с г. Гердтом балерина идеализирует хореографическое искусство. Нельзя себе представить что-либо более отделанное, гармоничное».— Н. М Безобразов:462.
Сама балерина также особенно ценила этот свой образ: в юбилей Льва Иванова она поднесла ему в подарок сувенир из золота с надписью De la part d'Odette («от Одетты»):392.
Леньяни исполнила «Лебединое озеро» 16 раз в театральном сезоне 1895/96 годов и 4 раза в сезоне 1898/99 годов. После того, как она покинула Россию, партия Одетты и Одиллии перешла к Матильде Кшесинской.
В последний раз Леньяни вышла на сцену Мариинского театра 28 января 1901 года, исполнив партию Камарго в одноимённом балете Петипа.
Петербургский период стал важным этапом биографии Леньяни. Роли, созданные ею в балетах Мариуса Петипа и Льва Иванова — в первую очередь, Одетта-Одиллия и Раймонда, хореографический текст которых не пропал, а сохранился частично, свидетельствуют о том, что виртуозность оказалась здесь подспорьем для богатой, разнообразной, и, в основе своей, лирической пластики петербургских балетмейстеров.
Вернувшись на родину, Леньяни работала в театре Ла Скала. В начале XX века она преподавала в балетной школе этого театра.
Ещё до её отъезда, в 1899 году, в Императорских театрах появилась «русская Леньяни» — однажды на замену итальянке из Большого театра в Петербург была вызвана москвичка Екатерина Гельцер. Блестяще исполнив в столице партию Раймонды вместо Леньяни, дебютантка получила это почётное для неё прозвище.

## Репертуар
театр Ла скала, Милан
- 1888 — Нунциателла, «Амадриада» Анжело Венанци (Angelo Venanzi), хореография Луиджи Данези (Luigi Danesi).

театр Альгамбра, Лондон
- 1890 — принцесса, «Спящая красавица» Джорджа Джекоби (Georg Jacobi), хореография Леона Эспиноза (Злой гений – Витторио де Винченти).

### В Санкт-Петербурге
Мариинский театр
- 5 декабря 1893[* 8] — Сандрильона*[* 9], «Золушка» Б. А. Фитингоф-Шеля, хореография Энрико Чекетти и Льва Иванова по плану Мариуса Петипа.
- 1894 (?) —Сванильда*, «Коппелия» Лео Делиба, хореография Мариуса Петипа в новой редакции Энрико Чекетти и Льва Иванова.
- 17 февраля 1894 — Одетта*, II акт балета П. И. Чайковского «Лебединое озеро», хореография Льва Иванова (принц Зигфрид — П. А. Гердт, Бенно — А. А. Облаков).
- 15 января 1895 — Одетта и Одиллия*, «Лебединое озеро»**[* 10] П. И. Чайковского, хореография Льва Иванова и Мариуса Петипа (принц Зигфрид — П. А. Гердт, Ротбарт — А. Д. Булгаков, дирижёр Рикардо Дриго).
- 6 декабря 1895 — Царь-Девица*, «Конёк-Горбунок» Цезаря Пуни, хореография Артура Сен-Леона в новой редакции Мариуса Петипа (Иванушка — А. В. Ширяев, Хан — Ф. И. Кшесинский, дирижёр Рикардо Дриго).
- 8 декабря 1896 — Изора и электрическое pas de deux, «Синяя борода» П. П. Шенка, хореография Мариуса Петипа (партнёр — Г. Г. Кякшт).
- 7 января 1898 — Раймонда*, «Раймонда»** А. К. Глазунова, хореография Мариуса Петипа (Жан де Бриен — С. Г. Легат, Абдерахман — П. А. Гердт; дирижёр Рикардо Дриго).
- 1899 — Медора*, «Корсар»** на музыку Адольфа Адана, Цезаря Пуни и Лео Делиба, хореография Мариуса Петипа (возобновление собственного балета).
- 1899 — «Привал кавалерии» И. И. Армсгеймера, хореография Мариуса Петипа.
- после 1899 — Элла, «Талисман» Рикардо Дриго, хореография Мариуса Петипа.
- 23 января 1900 — герцогиня Изабелла*, «Испытание Дамиса»** А. К. Глазунова, хореография Мариуса Петипа (перенос спектакля со сцены Эрмитажного театра, мариз Дамис — П. А. Гердт).
- 1900 — Белая жемчужина*, «Жемчужина»** Рикардо Дриго, хореография Мариуса Петипа (возобновление собственного балета 1896 года).
- Катарина, «Катарина, дочь разбойника» Цезаря Пуни, хореография Жюля Перро в редакции Мариуса Петипа.
- Эмма, «Гарлемский тюльпан» Б. А. Фитингоф-Шеля, хореография Мариуса Петипа и Льва Иванова.
- Камарго, «Камарго» Людвига Минкуса, хореография Мариуса Петипа.

Эрмитажный театр
- 17 января 1900 — герцогиня Изабелла*, «Испытание Дамиса» А. К. Глазунова, хореография Мариуса Петипа.

### В Москве
Большой театр
- 17 мая 1896 — Белая жемчужина*, «Жемчужина» Рикардо Дриго, хореография Мариуса Петипа (Гений Земли — П. А. Гердт). Спектакль, данный в рамках официальных торжеств в честь коронации Николая II и Александры Фёдоровны.